# Arremon
Arremon es un género de aves paseriformes de la familia Passerellidae, conocidos vulgarmente como cerqueros, cuyos miembros habitan en el neotrópico: Sudamérica, Centroamérica y México.

## Lista de especies
Según la clasificación del Congreso Ornitológico Internacional (versión 2.9, 2011) este género está formado por las siguientes especies:
- Arremon taciturnus - cerquero pectoral;
- Arremon semitorquatus - cerquero semiacollarado;
- Arremon franciscanus - cerquero franciscano;
- Arremon flavirostris - cerquero piquiamarillo;
- Arremon aurantiirostris - cerquero piquinaranja;
- Arremon schlegeli - cerquero alidorado;
- Arremon abeillei - cerquero coroninegro;
- Arremon brunneinucha - cerquero coronicastaño;
- Arremon virenticeps - cerquero verdilistado;
- Arremon atricapillus - cerquero cabecinegro;
- Arremon costaricensis - cerquero costarricense;
- Arremon torquatus - cerquero cabecilistado;
- Arremon basilicus - cerquero de Bangs;
- Arremon perijanus - cerquero de Perijá;
- Arremon assimilis - cerquero picofino;
- Arremon phaeopleurus - cerquero de Sclater;
- Arremon phygas - cerquero de Berlepsch;
- Arremon crassirostris - cerquero carisucio;
- Arremon castaneiceps - cerquero capirrufo.

Este género incluye ahora especies tradicionalmente colocadas en los géneros Buarremon y Lysurus.